# Division 2 1967/68
Die Division 2 1967/68 war die 29. Austragung der zweithöchsten französischen Fußballliga.
Die Punktspiele begannen am 20. August 1967, der letzte Spieltag fand am 5. Juli 1968 statt. Zwischen Mitte Dezember und Anfang Januar gab es eine Winterpause. Zweitligameister wurde der SEC Bastia.

## Vereine
Teilnahmeberechtigt waren die 13 Vereine, die nach der vorangegangenen Spielzeit weder in die erste Division aufgestiegen waren noch ihre Lizenz – freiwillig oder gezwungen – abgegeben hatten; dazu kamen drei Erstligaabsteiger sowie drei Klubs, die zu dieser Spielzeit eine neue Profilizenz erhielten.
Somit spielten in dieser Saison folgende 19 Mannschaften um die Meisterschaft der Division 2:
- zwei Mannschaften aus dem äußersten Norden (US Boulogne, US Dunkerque),
- vier aus Paris beziehungsweise der Champagne (Neuling Bataillon Joinville, die beiden Absteiger Stade Paris FC – der sich dann aber gleich in den Amateurbereich zurückzog – und Stade Reims, EAC Chaumont),
- zwei aus dem Nordosten (Neuling AS Nancy, Racing Club Franc-Comtois Besançon),
- drei aus dem Westen (Neuling FC Lorient, FC Limoges, AS Angoulême),
- sieben aus dem Süden (FC Grenoble, AS Béziers, SO Montpellier, Absteiger Olympique Nîmes, Olympique Avignon, SC Toulon, AS Cannes),
- einer aus Korsika (SEC Bastia).

Einen direkten Auf- und Abstieg in Abhängigkeit vom sportlich erzielten Ergebnis gab es lediglich zwischen erster und zweiter Profi-Division; nach dem Zweiten Weltkrieg war über einige Jahre ein Abstieg in die dritthöchste Spielklasse eingeführt worden, der allerdings inzwischen nicht mehr in Kraft war. Ein Zweitdivisionär konnte also alleine in dem Fall absteigen, dass er seine Lizenz abgab oder sie ihm entzogen wurde. Bisherige Amateurmannschaften hingegen konnten auch weiterhin nur dann zur folgenden Saison in die Division 2 aufsteigen, wenn sie vom zuständigen Verband FFF die Genehmigung erhielten, professionellen Status anzunehmen.
Auch in dieser Saison gab es eine Relegation zwischen den am schlechtesten platzierten Erstligisten, die nicht direkt abstiegen, und den besten, nicht direkt aufstiegsberechtigten Zweitligisten.

## Saisonverlauf
Jede Mannschaft trug gegen jeden Gruppengegner ein Hin- und ein Rückspiel aus, einmal vor eigenem Publikum und einmal auswärts. Es galt die Zwei-Punkte-Regel; bei Punktgleichheit gab die Tordifferenz und im Fall, dass diese identisch war – wie in dieser Saison bei Joinville und Lorient –, die höhere Zahl erzielter Treffer den Ausschlag für die Platzierung. In Frankreich wird bei der Angabe des Punktverhältnisses ausschließlich die Zahl der Pluspunkte genannt; hier geschieht dies in der in Deutschland zu Zeiten der 2-Punkte-Regel üblichen Notation.
In seinem dritten Jahr unter professionellen Bedingungen gelang Bastia, das zuvor zweimal in der Relegation gescheitert war, der Aufstieg, und das mit einem komfortablen Vorsprung auf die fünf hauptsächlichen Konkurrenten. Bei diesen ging es bis zum letzten Spieltag sehr viel knapper zu, zumal es nur einen einzigen direkten Aufstiegsplatz gab, weil die erste Division verkleinert werden sollte. Am Ende platzierten sich die beiden Vorjahresabsteiger Nîmes und Reims – Letzterer auch nur dank seines allerdings überragenden Torverhältnisses – vor Avignon, Toulon und Grenoble und nahmen an der Relegationsrunde teil. Hinter diesen rangierten mit Joinville und Lorient zwei Profineulinge mit einer speziellen Historie. Joinville war die Mannschaft der in Joinville-le-Pont beheimateten französischen Armeeeinheiten, die dort insbesondere in den 1950er Jahren ein Bataillon speziell für Profifußballer unterhalten hatten; Lorients Vereinsgeschichte ist seit seiner Gründung eng mit einer weit verzweigten bretonischen Familie von Fußballbegeisterten verknüpft, aus der bereits seit Amateurzeiten mit Antoine Cuissard, Julien und Yannick Stopyra sowie Yvon Goujon auch mehrere A-Nationalspieler hervorgegangen sind. Im unteren Tabellenbereich fielen insbesondere Cannes und Boulogne erneut stark ab und belegten die letzten beiden Ränge. Anders als Stade Paris mit seinem frühzeitigen Rückzug verblieben sie allerdings weiterhin im professionellen Spielbetrieb.
In den 306 Begegnungen wurden 790 Treffer erzielt; das entspricht einem Mittelwert von 2,58 Toren je Begegnung, womit diese Spielzeit neben 1966/67 eine der beiden bis dahin torärmsten in der Ligahistorie war. Die Torjägerkrone gewann Jacques Bonnet aus Avignon mit 26 Treffern. Nach Saisonende gab außer Stade Paris kein weiterer Verein seinen Profistatus auf. Zur folgenden Spielzeit kamen mit Racing Lens, SCO Angers, OSC Lille und AS Aix vier Absteiger aus der Division 1 hinzu. Außerdem erteilte der Fußballverband dem Amateurklub Gazélec FC Ajaccio eine neue Profilizenz, so dass die zweite Division dann mit 21 Teilnehmern ausgetragen werden sollte.

## Abschlusstabelle
| Pl. | Verein                  | Sp. | S  | U  | N  | Tore    | Diff. | Punkte |
| --- | ----------------------- | --- | -- | -- | -- | ------- | ----- | ------ |
| 1.  | SEC Bastia              | 34  | 21 | 8  | 5  | 053:220 | +31   | 50:18  |
| 2.  | Olympique Nîmes (A)     | 34  | 16 | 12 | 6  | 052:240 | +28   | 44:24  |
| 3.  | Stade Reims (A)         | 34  | 18 | 7  | 9  | 060:280 | +32   | 43:25  |
| 4.  | Olympique Avignon       | 34  | 19 | 5  | 10 | 069:480 | +21   | 43:25  |
| 5.  | SC Toulon               | 34  | 16 | 9  | 9  | 047:400 | +7    | 41:27  |
| 6.  | FC Grenoble             | 34  | 17 | 6  | 11 | 053:410 | +12   | 40:28  |
| 7.  | Bataillon Joinville (N) | 34  | 15 | 7  | 12 | 050:430 | +7    | 37:31  |
| 8.  | FC Lorient (N)          | 34  | 12 | 13 | 9  | 033:310 | +2    | 37:31  |
| 9.  | AS Angoulême 1          | 34  | 15 | 8  | 11 | 044:340 | +10   | 36:32  |
| 10. | AS Nancy (N)            | 34  | 14 | 8  | 12 | 041:380 | +3    | 36:32  |
| 11. | US Dunkerque            | 34  | 9  | 12 | 13 | 039:420 | −3    | 30:38  |
| 12. | EAC Chaumont            | 34  | 11 | 8  | 15 | 055:650 | −10   | 30:38  |
| 13. | AS Béziers              | 34  | 10 | 8  | 16 | 035:430 | −8    | 28:40  |
| 14. | FC Limoges              | 34  | 9  | 8  | 17 | 038:550 | −17   | 26:42  |
| 15. | Racing FC Besançon      | 34  | 8  | 10 | 16 | 030:570 | −27   | 26:42  |
| 16. | SO Montpellier          | 34  | 8  | 8  | 18 | 030:470 | −17   | 24:44  |
| 17. | AS Cannes               | 34  | 5  | 11 | 18 | 029:640 | −35   | 21:47  |
| 18. | US Boulogne             | 34  | 6  | 6  | 22 | 032:680 | −36   | 18:50  |
| 19. | Stade Paris FC (A)      | 0   | 0  | 0  | 0  | 000:000 | ±0    | 0:0    |

Platzierungskriterien: 1. Punkte – 2. Tordifferenz – 3. geschossene Tore

| (A) | Absteiger aus der Division 1 1966/67 |
| (N) | Neuaufsteiger                        |

## Relegationsrunde
Die Zweitdivisionäre trugen je zwei Barrages gegen die beiden Teilnehmer aus der ersten Division aus; Begegnungen zwischen Mannschaften aus der gleichen Liga gab es also nicht. Die beiden bestplatzierten Teams spielten in der folgenden Saison in der Division 1. Das Reglement sah für die Relegation allerdings eine Abweichung gegenüber dem Ligabetrieb vor, die 1967/68 zum Tragen kam; wenn hier zwei oder mehr Mannschaften punktgleich waren und davon Aufstieg beziehungsweise Nichtaufstieg abhing, gab nicht das bessere Torverhältnis den Ausschlag, sondern die Teams wurden zunächst nach Ligazugehörigkeit und gegebenenfalls anschließend nach ihrer Platzierung in der gleichen Division eingereiht.
| Pl. | Verein                 | Sp. | S | U | N | Tore    | Diff. | Punkte |
| --- | ---------------------- | --- | - | - | - | ------- | ----- | ------ |
| 1.  | Racing Strasbourg (D1) | 4   | 2 | 1 | 1 | 005:300 | +2    | 05:30  |
| 2.  | Olympique Nîmes (D2)   | 4   | 2 | 1 | 1 | 004:400 | ±0    | 05:30  |
| 3.  | Stade Reims (D2)       | 4   | 2 | 1 | 1 | 008:600 | +2    | 05:30  |
| 4.  | Racing Lens (D1)       | 4   | 0 | 1 | 3 | 005:900 | −4    | 01:70  |

|                   | STR | NÎM | REI | LEN |
| Racing Strasbourg |     | 3:0 | 2:1 | –   |
| Olympique Nîmes   | 0:0 |     | –   | 3:1 |
| Stade Reims       | 2:0 | –   |     | 2:2 |
| Racing Lens       | –   | 0:1 | 2:3 |     |